# Allonemobius fultoni
Allonemobius fultoni är en insektsart som beskrevs av Howard, D.J. och David G. Furth 1986. Allonemobius fultoni ingår i släktet Allonemobius och familjen syrsor. Inga underarter finns listade i Catalogue of Life.